# У.З.З.У.
У.З.З.У. е българска пънк рок група от Габрово.

## История
Създадена е през 1988 г. В началото на 90-те предоставят записи на известния британски DJ Джон Пийл, който пуска техни парчета по BBC радио. Единственият им албум е демозаписът „Няма бъдеще“, съдържащ песни създадени в периода 1988 – 1991 г. Той е преиздаден през 2000 г. Освен това техни песни присъстват в различни сборни албуми.

## Дискография
- Поздрави от България – 1997 г.
- Български архиви 1983 – 1990 – 1999 г.
- Няма бъдеще – 2000 г.[4]